# Ezra Sims
Ezra Sims (Birmingham, 16 gennaio 1928 – Boston, 30 gennaio 2015) è stato un compositore statunitense; fu uno dei pionieri nel campo della composizione microtonale. Ha inventato un sistema di notazione che è stato adottato da molti compositori microtonali dopo di lui, tra cui Joseph Maneri.

## Biografia
Il suo debutto professionale (musica a 12 note ET) avvenne in un programma del Composers Forum a New York nel 1959. Nel 1960 costretto dal suo orecchio, iniziò a scrivere musica microtonale e continuò a farlo per il resto della sua vita, con l'occasionale eccezione della musica registrata per i ballerini. La sua ultima composizione in quarti di tono (la sua sesta microtonale) fu il suo Terzo Quartetto (1962). Dal 1971 qualunque musica abbia composto che non sia stata puramente elettronica impiegò un sistema di modi asimmetrici di 18 toni per ottava, tratti da una divisione di 72 note dell'ottava.
Ricevette un Guggenheim Fellowship, una commissione da Kusevickij e un premio dell'Accademia americana delle arti e delle lettere, oltre a numerose commissioni da organizzazioni come l'Arizona Friends of Chamber Music e singoli privati. Fu cofondatore del Dinosaur Annex Music Ensemble, con Rodney Lister e Scott Wheeler, del quale fu presidente dal 1977 al 1981 e membro del Consiglio di amministrazione dal 1981 al 2003.
Ha tenuto conferenze sulla sua musica negli Stati Uniti e all'estero, in particolare all'Hambürger Musikgespräch nel 1994; il secondo Naturton Symposium a Heidelberg nel 1992; e il 3° e 4° Symposium, Mikrotöne und Ekmelische Musik, nel 1989 e nel 1991 presso l'Hochschüle für Musik und Darstellende Kunst Mozarteum di Salisburgo. Nel 1992-93 è stato docente ospite presso il Richter Herf Institut für Musikalische Grundlagenforschung nel Mozarteum.
Ha pubblicato articoli sulla sua tecnica nel Computer Music Journal, Mikrotöne III, Mikrotöne IV, Perspectives of New Music ed Ex Tempore. Con il violoncellista americano Theodore Mook progettò un font, ora ampiamente adottato, da utilizzare con i programmi di stampa per computer, basato sul suo set di alterazioni musicali, che è sufficiente per la musica a 72 note. La sua musica è pubblicata da Frog Peak Music e Diapason Press (Corpus Microtonale).
Come attesta la citazione su di lui da parte dell'American Academy of Arts and Letters:

## Discografia
- Ezra Sims (1998). CRI American Masters CD 784. Originally released on CRIS SD 223 and CRI SD 377.
  - String Quartet No. 2 (1962) (1974) Boston Musica Viva
  - Elegie – nach Rilke (1976) Elsa Charlston & Boston Musica Viva
  - Third Quartet (1962) The Lenox Quartet
- CRI 643
  - Concert Piece (1990)
  - Night Piece: In Girum Imus Nocte et Consumimur Igni (1987)
  - Flight (1989)
  - Solo in four movements (1987)
  - Quintet (1987)
- Northeastern NR 224
  - Sextet (1981)
  - Two for One (1980)
  - All Done From Memory (1980)
  - -- and, as I was saying...  (1979)
- CRI 578
  - Come Away (1978)
- Ezra Sims: Quintet, Night Piece, Solo in Four Movements, Flight, Concert Piece. Gisele Ben-Dor, conductor, Pro Arte Orchestra, Dinosaur Annex Members. Composers recordings, 1994.[2]

### Ascolto online
- Ezra Sims at the Avant Garde Project has FLAC files made from a high-quality LP transcription available for free download.
- EZRA SIMS String Quartet No. 5, su arizonachambermusic.org. URL consultato il 12 aprile 2019 (archiviato dall'url originale il 15 marzo 2011).

| Controllo di autorità | VIAF (EN) 33299542 · ISNI (EN) 0000 0000 6313 5026 · Europeana agent/base/149652 · LCCN (EN) n80084565 · GND (DE) 1089832192 · J9U (EN, HE) 987012502362705171 |